# Cyclura collei
L'iguana giamaicana (Cyclura collei Gray, 1845) è una specie di sauro della famiglia degli Iguanidi endemico della Giamaica, dove era un tempo ampiamente diffuso, ma è oggi limitato alla regione di Hellshire Hills. Questa grande iguana dal corpo massiccio del genere Cyclura è di colore variabile dal verde al verde-bluastro. Presenta una cresta dorsale spinosa. È un animale erbivoro che si nutre di foglie, di fiori e di frutti. Il numero di esemplari è diminuito enormemente nel corso del XX secolo, soprattutto a causa della scomparsa dell'habitat e delle predazioni da parte della mangusta di Giava, introdotta sull'isola per controllare le popolazioni di serpenti. Considerata addirittura scomparsa nel 1948, venne riscoperta nel 1990. Ridotta a poche decine di individui, la popolazione è ancora in pericolo critico di estinzione, ma è attualmente protetta, anche se l'industria del carbone di legna minaccia le ultime zone in cui abita nelle Hellshire Hills. Lo zoo di Hope dispone di strutture per far nascere giovani iguane che vengono poi rimesse in libertà, per cercare di salvare questa specie.

## Descrizione

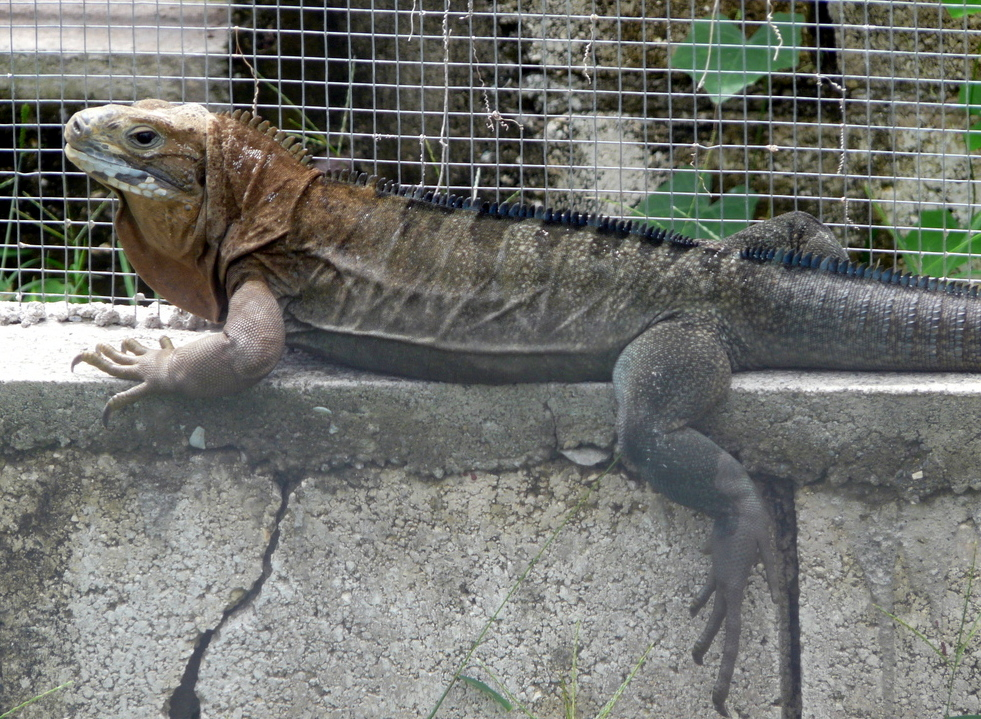
Cyclura collei.

Cyclura collei è una grossa lucertola dal corpo massiccio, prevalentemente di colore variabile dal verde al verde-bluastro con una colorazione più tendente al verde o al verde oliva sulla regione scapolare. Sul dorso dell’animale, dalla base del collo alla coda, si estendono tre grandi fasce scure, assieme a delle macchie scure bruno-oliva disposte a zig-zag. Le squame della cresta dorsale sono di un verde-bluastro più chiaro rispetto al resto del corpo. La superficie del corpo è screziata da macchie giallastre disposte in piccoli gruppi. Gli esemplari selvatici, soprattutto le femmine durante la nidificazione, presentano un intenso colore bruno-rossastro dopo aver scavato nei terreni ricchi di ferro della regione di Hellshire Hills. I maschi misurano circa 428 mm di lunghezza, mentre le femmine sono leggermente più piccole, misurando 378 mm di lunghezza. I maschi presentano inoltre grandi pori femorali sulla parte interna delle cosce, utilizzati per rilasciare feromoni. La femmina possiede pori più piccoli e una cresta dorsale meno alta di quella del maschio, caratteristiche che contribuiscono al dimorfismo sessuale di questa specie.

## Biologia

### Comportamento
Cyclura collei è una specie prevalentemente terricola, ma trascorre anche molto tempo sugli alberi, soprattutto in età giovanile. È una specie eteroterma che deve dedicare parte del suo tempo alla termoregolazione. Il ciclo giornaliero di questa specie, tuttavia, varia a seconda dell'età: i giovani si riscaldano al sole a metà mattinata per poi partire in cerca di cibo fino al primo pomeriggio, mentre gli adulti possono essere attivi fino a sera. Per il resto del tempo, i giovani restano al riparo nelle cavità degli alberi, situate tra 1 e 3 m di altezza, e gli adulti si rifugiano in buche nella roccia.

### Alimentazione
Come tutte le specie di Cyclura, Cyclura collei è essenzialmente erbivora, e consuma foglie, fiori e frutti di oltre 100 specie diverse di piante. Integra molto raramente la sua dieta con insetti e invertebrati come le chiocciole. Tuttavia, questi potrebbero essere semplicemente ingeriti accidentalmente quando l’animale consuma le foglie sulle quali vivono questi invertebrati. In cattività è stato osservato che questa iguana si nutre sia di animali che di vegetali. Uno studio condotto nel 2000 dalla dottoressa Allison Alberts allo zoo di San Diego ha rivelato che questi animali partecipano alla dispersione dei semi di numerose piante, e che i semi che sono passati attraverso il loro tratto digerente germinano più rapidamente degli altri. I semi contenuti nei frutti consumati dalle iguane godono di un reale vantaggio adattativo, in quanto germinano prima della fine della breve stagione delle piogge. Cyclura collei rappresenta inoltre un ottimo sistema di dispersione dei semi, soprattutto quando le femmine migrano verso i siti di nidificazione, ed essendo i più grandi erbivori del loro ecosistema insulare sono essenziali per mantenere un equilibrio tra il clima e la vegetazione.
Come le altre lucertole erbivore, Cyclura collei deve fronteggiare un problema di osmoregolazione: la materia vegetale contiene più potassio e meno sostanze nutritive rispetto alla carne, e gli animali devono quindi consumarne grandi quantità per soddisfare il loro fabbisogno metabolico. A differenza di quelli dei mammiferi, i reni dei rettili non possono concentrare la loro urina per conservare l’acqua corporea. Al contrario i rettili espellono attraverso la loro cloaca degli acidi urici tossici. Nel caso di Cyclura collei, che consuma molti vegetali, l’eccesso di ioni salini viene espulso attraverso una ghiandola del sale, allo stesso modo degli uccelli.

### Ciclo vitale
Le femmine di iguana fanno il nido in tane sotterranee, in una camera il cui ingresso viene chiuso con della terra. Esse scavano a lungo prima di deporre le uova, e rimangono di guardia al nido fino a molti giorni dopo la deposizione. Questa ha luogo verso metà giugno, e le uova si schiudono circa 85-87 giorni dopo. Ciascuna covata è composta da un numero di uova variabile tra 6 e 20 a seconda della taglia e dell'età della femmina.

### Predatori
Gli adulti non hanno predatori naturali nel loro ambiente originario, fatta eccezione per gli animali introdotti dall’uomo. Al contrario i giovani possono essere preda di varie specie endemiche dell’isola, come vari uccelli, il boa della Giamaica (Epicrates subflavus) e, in passato, Hypsirhynchus ater, oggi probabilmente scomparso.

## Distribuzione e habitat

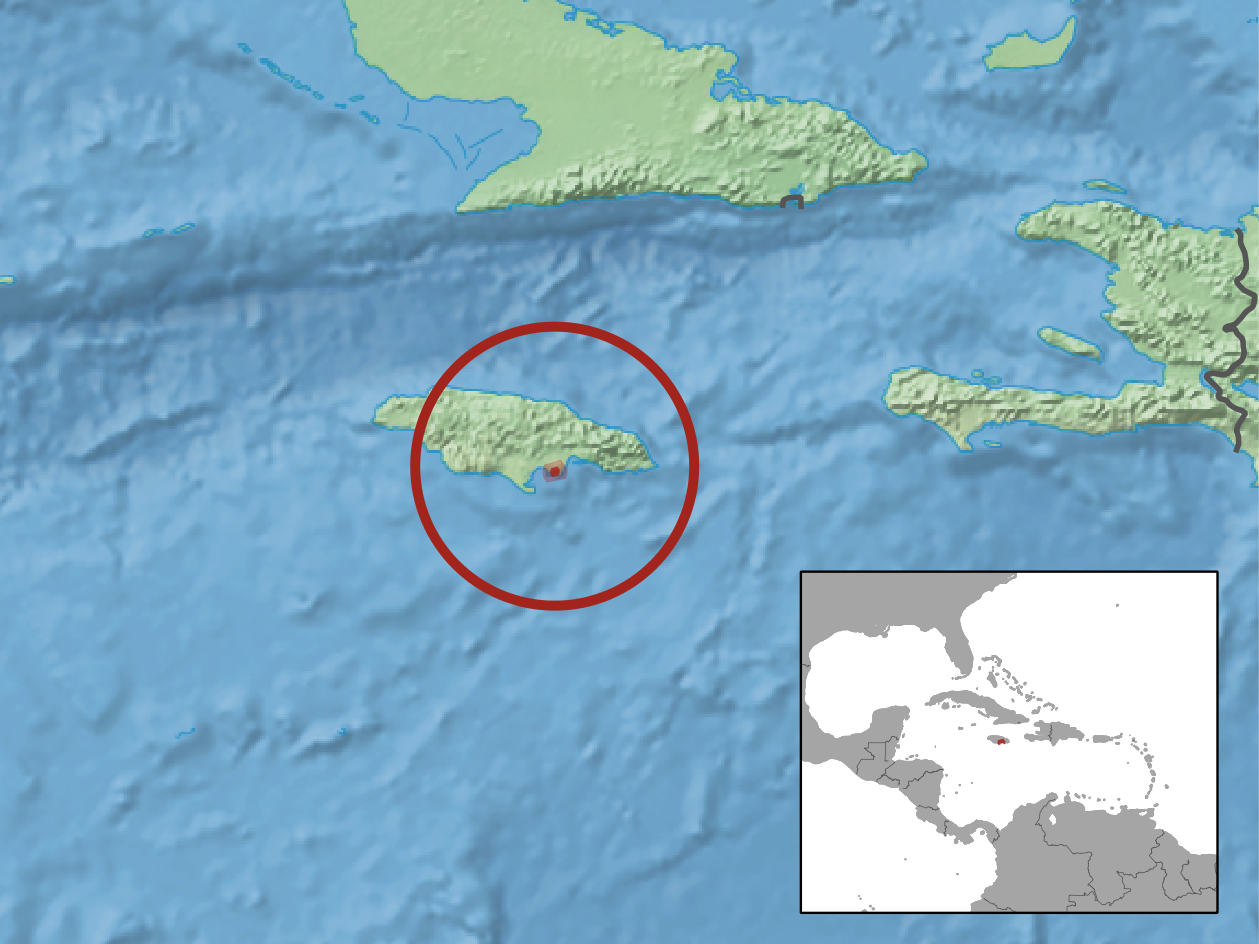
Distribuzione di Cyclura collei.

Secondo Sir Hans Sloane, un medico e botanico che visitò la Giamaica nel 1688, le iguane una volta erano comuni in tutta la Giamaica. Cyclura collei ha visto cadere in modo drammatico la sua popolazione nel corso della seconda metà del XIX secolo, dopo l’introduzione della mangusta di Giava (Herpestes javanicus) nel 1872 per controllare le popolazioni di ratti e di serpenti, finché, si ritiene, sopravvisse solamente a Goat Island, presso le Hellshire Hills. Questa specie attualmente è limitata a due popolazioni costituite da individui dispersi.
Si pensava che Cyclura collei si fosse estinta nel 1948. La regione di Hellshire Hills è l’unico luogo della Giamaica dove questa iguana vive ancora. È un ambiente di foresta tropicale secca, con un suolo ferroso duro. Hellshire Hills offre 114 km² di habitat che potrebbe essere idoneo alle iguane. Tuttavia, troviamo l’iguana soprattutto nella parte centrale di questa regione, là dove le manguste sono poco numerose e dove la foresta si è meglio preservata. Malgrado la vicinanza con la zona densamente popolata di Kingston, questa regione è rimasta selvaggia a causa della sua inospitalità e dell’assenza di acque superficiali, il che ne fa una zona inadatta per l’agricoltura e gli insediamenti umani. Prima di essere riscoperta nel 1990, l’iguana era stata vista per l’ultima volta a Goat Island, al largo delle coste della Giamaica, nel 1940.

## Tassonomia
Il nome del genere Cyclura deriva dal greco antico cyclos (κύκλος), «circolare», e ourá (οὐρά), «coda», e si riferisce ai grandi anelli ben visibili sulla coda di tutti i rappresentanti di questo genere. L'appellativo specifico, collei, è stato certamente attribuito in onore di qualcuno di nome Colley. John Edward Gray, che descrisse per la prima volta questa specie nel 1845, designò infatti la specie «iguana di Colley». Sfortunatamente, non precisò chi fosse stato questo Colley.
Probabilmente Cyclura collei si separò molto rapidamente dalle altre specie del genere Cyclura, e, assieme a Cyclura pinguis, possiede uno dei genotipi più singolari di questo gruppo.

## Conservazione

### Stato di conservazione
Cyclura collei era stata considerata estinta nel 1948. Un esemplare adulto venne trovato nel 1970 nella regione delle Hellshire Hills. La specie venne riscoperta nell’agosto 1990, quando un maschio adulto di iguana venne stanato da un tronco di albero cavo dal cane di Edwin Duffus, un cacciatore di cinghiali delle Hellshire Hills. Il cane aveva ferito l’animale, ma esso venne ugualmente trasportato allo zoo di Hope. Una popolazione sopravvissuta venne scoperta poco dopo. Dopo la sua riscoperta nel 1990, uno studio mostrò che non rimanevano che 50 sopravvissuti della «più rara lucertola del mondo». Nel 2013, malgrado non si disponesse ancora di una stima precisa della popolazione, essa venne valutata tra i 100 e i 200 individui. La IUCN considera questa specie «in pericolo critico di estinzione».

### Cause del declino
La principale causa diretta del declino di Cyclura collei è senza dubbio l’introduzione della mangusta di Giava (Herpestes javanicus) come mezzo di controllo della popolazione di serpenti. La mangusta ha fatto delle iguane neonate la fonte principale della sua dieta e consuma inoltre le uova; questo ha spinto alla creazione della Headstart Facility e alla creazione di un programma di eradicazione delle manguste selvatiche. Anche i gatti, anch’essi introdotti sull’isola dall’uomo, costituiscono una minaccia, poiché divorano i giovani, così come i cinghiali; anche se non è ancora stato registrato un caso, questi ultimi potrebbero distruggere i nidi, così come è stato osservato in altre specie di iguane.
La più grande minaccia che attualmente pesa su questi animali non è più dovuta alla propagazione della mangusta, ma all’industria del carbone di legna. I carbonai utilizzano gli alberi decidui delle Hellshire Hills per fare il carbone. Dato che si tratta del principale rifugio per le iguane, quest’industria rappresenta una grande minaccia secondo le équipes di ricerca che proteggono questi animali. Le iguane possono anche essere vittime dei cani utilizzati per la caccia, che possono uccidere gli adulti, e dello sviluppo delle infrastrutture umane. Tutto questo sta portando alla progressiva scomparsa della specie dalle zone settentrionali e orientali delle Hellshire Hills. Inoltre, dei progetti per la creazione di cave di calcare e lo sviluppo del turismo potrebbero costituire delle minacce a lungo termine per l’iguana. Se alcune cave sparse nelle Hellshire Hills non costituiscono realmente una minaccia, le strade che verrebbero costruite per servirle potrebbero incoraggiare i cacciatori e i carbonai a spingersi sempre più nel cuore della foresta.

### Programmi di conservazione
Fin dalla riscoperta di questa specie nel 1990, sono stati realizzati numerosi programmi per la sua salvaguardia, soprattutto attraverso il Jamaican Iguana Species Recovery Plan, programma di conservazione della specie creato nel 1991 in collaborazione con l'università delle Indie occidentali, la Natural Resources Conservation Authority, lo zoo di Hope e l'Istituto di Giamaica. I principali programmi si sono concentrati sull’allevamento di esemplari in cattività. Così, un consorzio di dodici zoo, tra cui alcune strutture degli Stati Uniti, ha raccolto dei fondi per costruire una Headstart Facility allo zoo di Hope, utilizzata per l’allevamento delle uova e dei neonati raccolti in natura. In questo ambiente protetto, essi vengono allevati fino a quando sono grandi abbastanza da sopravvivere in natura e da non costituire più una preda per le manguste, un processo che va sotto il nome di «headstarting». Questo metodo ha permesso di rilasciare 138 iguane nel loro ambiente naturale tra il 1996 e il 2010. La Headstart Facility svolge anche screening sulla salute degli animali prima del loro rilascio. Questi screening vengono utilizzati per stabilire i normali valori fisiologici della specie, per identificare potenziali problemi futuri che potrebbero essere correlati a parassiti o malattie, e che potrebbero minacciare la popolazione.
All'interno della zona più centrale delle Hellshire Hills, è stata intrapresa, grazie all'installazione di trappole, un'intensa lotta contro le manguste e altri animali selvatici non endemici come gatti e ratti. Assieme al rilascio di giovani iguane portato avanti dal programma di allevamento in cattività, questi programmi sembrano dare i loro frutti e consentono un aumento della popolazione nella parte centrale delle Hellshire Hills. Nel 2010 è stato riscontrato un aumento del numero dei nidi, il successo riproduttivo degli animali oggetto del programma di allevamento in cattività e un buon tasso di sopravvivenza dei giovani. Tuttavia, non conosciamo la dinamica della popolazione al di fuori della zona centrale delle Hellshire Hills, costellata di trappole per i predatori. Dal 2006, il Jamaican Iguana Species Recovery Plan vuole anche creare una seconda popolazione stabile e in buona salute su Goat Island, soprattutto tramite il rilascio di animali nati in cattività.
Un programma di allevamento al di fuori della Giamaica ebbe inizio nel 1994, con l’arrivo di 12 iguane in tre diversi giardini zoologici americani: lo zoo di Indianapolis, lo zoo di Fort Worth e lo zoo Gladys Porter. Questa prima mandata venne seguita dall’arrivo di una seconda nel 1996, verso lo zoo di San Diego, il Central Florida Zoo and Botanical Gardens e lo zoo della contea di Sedwick; successivamente, con la buona riuscita dell’allevamento di questa specie in questi zoo, il programma è stato esteso agli zoo di Fresno, Miami e Saint Louis. La popolazione ospitata in cattività negli Stati Uniti aumentò notevolmente nell’agosto 2006 con la nascita di 22 iguane allo zoo di Indianapolis. Era la prima volta che questa specie riusciva a riprodursi con successo al di fuori della Giamaica. L'allevamento di questi animali al di fuori della Giamaica permette di conservare una riserva di diversità genetica al di fuori dell'isola, in caso di problemi in Giamaica, e contribuisce a sensibilizzare l'opinione pubblica sui pericoli che minacciano questa specie.